# Anomodontaceae
Die Anomodontaceae sind eine Laubmoos-Familie der Ordnung Hypnales. 
Die Gattungen dieser Familie wurden (ebenso wie Pterigynandraceae) früher zur Familie Thuidiaceae gezählt und erst vor kurzer Zeit von dieser abgetrennt.

## Beschreibung
Es handelt sich um kleinere bis mittelgroße Moose mit unregelmäßig verzweigten Stämmchen und meist gekrümmten Ästen. Blätter sind gewöhnlich eiförmig, kurz zugespitzt, an der Spitze gezähnt, mit einfacher oder selten doppelter Blattrippe. Blattzellen sind isodiametrisch bis rhomboidisch oder kurz-rechteckig. Sporophyten haben eine lange Seta mit aufrechter, eiförmiger bis zylindrischer Kapsel.

## Systematik
Die Familie Anomodontaceae umfasst weltweit 29 Arten in 6 Gattungen:
- Anomodon, 20 Arten
- Bryonorrisia, 1 Art mit Vorkommen in Indien
- Chileobryon, 1 Art in Chile
- Curviramea, 1 Art in Mexiko
- Herpetineuron, 2 Arten
- Schwetschkeopsis, 4 Arten